# Тюллер, Никлаус
Никлаус Тюллер (нем. Niklaus Tüller; род. 23 марта 1942, Берн) — швейцарский певец, бас-баритон.
Получил высшее фармацевтическое образование (1968) и одновременно с музыкальной карьерой преподавал фармацевтическую химию в Бернском университете.
В юности учился игре на флейте, затем занимался как вокалист под руководством Феликса Лёффеля, Сильвии Гевиллер и Эрнста Хефлигера. Начал активную концертную деятельность в 1971 году, широко гастролировал по миру, включая Израиль и Японию. Приобрёл известность, главным образом, исполнением кантат Иоганна Себастьяна Баха; выступал также с песенным репертуаром (особенно песни Шумана). Принял участие в амбициозном проекте полной записи вокальных произведений Отмара Шёка — критика отмечала хорошее знакомство исполнителя с материалом, но не самые удачные качества записи и некоторую потерю качества голоса к 1994 году. В 1980—1990-е гг. эпизодически выступал как оперный певец в театрах Берна и Люцерна.